# Aeroportul Municipal Winona
Aeroportul Municipal Winona (IATA: ONA, ICAO: KONA, FAA LID: ONA) este un aeroport din Comitatul Winona, Minnesota, Minnesota, Statele Unite ale Americii.
Situat la o altitudine de 200 m, aeroportul dispune de 1 pistă.

## Infrastructură

### Piste
Aeroportul dispune de o singură pistă. Pista 12/30 are suprafața de asfalt și dimensiunile 5.679 picioare × 100 picioare. 